# Паспорт гражданина Республики Беларусь
Па́спорт граждани́на Респу́блики Белару́сь — удостоверяющий личность документ, выдаваемый гражданам Республики Беларусь для внутреннего пользования и для осуществления поездок за границу. До 1 сентября 2021 года в Беларуси основным документом, удостоверявшим личность, являлся паспорт гражданина Республики Беларусь образца 1996 года, действовавший как для внутреннего пользования, так и для выезда за границу. 1 сентября 2021 года были введены в обращение документы нового образца — ID-карта (для внутреннего пользования) и биометрический паспорт (для выезда за рубеж). При этом получение ID-карты и биометрического паспорта не является обязательным, паспорт образца 1996 года является действующим (в том числе и для выезда за границу) до истечения указанного в них срока. По состоянию на февраль 2024 года есть возможность выбора, какой документ получать — паспорт образца 1996 года или ID-карту и биометрический паспорт (при необходимости).
Документы выдаются Министерством внутренних дел (для граждан, проживающих в стране) и Министерством иностранных дел (для граждан, проживающих за рубежом). С 7 сентября 2023 года, после вступления в силу указа № 278 «О порядке выдачи документов и совершения действий», выдача/обмен/продление всех видов паспортов и идентификационных карт осуществляется только на территории Беларуси .

## Паспорт образца 1996 года
Действующий образец паспорта утверждён в 2010 году.
В паспорт образца 1996 года периодически вносились изменения. В частности, в 2000-х годах было увеличено количество страниц (для виз и др.).

### Содержащаяся информация
В паспорт вносятся следующие сведения о личности гражданина:
- Фамилия, имя, отчество (если таковое имеется); все буквы заглавные.
- Число, месяц, год рождения.
- Место рождения; указывать, если рождён (рождена) в Республике Беларусь.
- Идентификационный номер.
- Пол.
- В паспорте должна быть подпись владельца, подпись должностного лица и наименование органа, оформившего паспорт, а также дата выдачи паспорта и срок его действия.
- Также вносятся отметки о детях владельца паспорта, не достигших 16-летнего возраста, в соответствии с законодательством.
- Вносится отметка о вступлении в брак.

### Коды регионов в серии паспорта
Коды регионов в серии паспорта:
| Код региона | Регион                                                                            |
| ----------- | --------------------------------------------------------------------------------- |
| АВ          | Брестская область                                                                 |
| ВМ          | Витебская область                                                                 |
| НВ          | Гомельская область                                                                |
| КН          | Гродненская область                                                               |
| МР          | город Минск                                                                       |
| МС          | Минская область                                                                   |
| КВ          | Могилёвская область                                                               |
| РР          | паспорта, выданные Министерством иностранных дел (с целью проживания за рубежом). |
| SP          | Служебный паспорт гражданина Республики Беларусь                                  |
| DP          | Дипломатический паспорт гражданина Республики Беларусь                            |

### Срок действия
Паспорт выдаётся гражданам в любом возрасте. При достижении 14-летнего возраста каждый гражданин обязан получить паспорт.
Срок действия паспорта — 10 лет (ранее у паспортов гражданина РБ, выданных после 45-летнего возраста, срок действия указывался до достижения ими 100-летнего возраста. Такие паспорта действительны как внутренние и сейчас, но не всегда пригодны для выезда за границу. У всех паспортов, выдаваемых в последние годы, указан срок действия в течение 10 лет независимо от возраста владельца).

### Выдача и обмен паспорта
Выдача и обмен паспорта производится в связи с:
- достижением 14 лет;
- окончанием срока действия;
- изменением фамилии, имени, отчества;
- израсходованием листов, предназначенных для виз;
- изменением половой принадлежности;
- непригодностью для использования;
- установлением неточностей в записях;
- при временном выезде за границу граждан, не достигших 14-летнего возраста;
- утратой (кражей) паспорта;
- приобретением гражданства Республики Беларусь;
- выездом из Республики Беларусь на постоянное место жительства.

### Отметки
В паспорте производят отметки:
- о вступлении в брак: фамилия, имя, отчество (если таковое имеется), год рождения супруга (супруги), место и время регистрации брака, номер актовой записи;
- о расторжении брака;
- о месте жительства владельца паспорта;
- о постановке на консульский учёт;
- о снятии с консульского учёта;
- иные отметки в соответствии с законодательством.
- С согласия гражданина в его паспорте производится запись о группе и резус — принадлежности крови, а также о национальной принадлежности владельца паспорта.

## БиометрическаяID-карта
ID-карта содержит:
- фотоизображение (цифровой фотопортрет) владельца;
- фамилию, собственное имя, отчество (если таковое имеется) владельца;
- число, месяц, год рождения владельца;
- пол владельца;
- место рождения владельца;
- гражданство (подданство) владельца (при наличии);
- идентификационный номер;
- вид документа;
- номер документа;
- код Республики Беларусь;
- число, месяц, год выдачи документа;
- код органа, выдавшего документ;
- число, месяц, год окончания срока действия документа;
- машиносчитываемую зону;
- изображение подписи владельца, достигшего четырнадцатилетнего возраста, либо иностранца, приобретшего дееспособность в полном объёме в соответствии с законодательством Республики Беларусь (за исключением случаев, когда отобрать образец подписи физически невозможно);
- двухмерный штрих-код (QR-код), содержащий закодированную информацию о владельце документа (фамилию, собственное имя, отчество (если таковое имеется), число, месяц, год рождения), информацию о документе (номер, число, месяц, год выдачи, число, месяц, год окончания срока действия) и идентификационный номер;
- интегральную микросхему, содержащую электронное средство биометрической идентификации с персональными данными владельца биометрического документа в соответствии с требованиями международной организации по гражданской авиации (ICAO) и криптографический токен аутентификации.

## Биометрический паспорт
Образец биометрического паспорта утверждён в 2021 году.
Биометрический паспорт гражданина Республики Беларусь (далее – биометрический паспорт) – документ, подтверждающий гражданство и удостоверяющий личность владельца в целях выезда из Республики Беларусь и въезда в Республику Беларусь, а также пребывания и проживания за пределами Республики Беларусь.
В биометрический паспорт встроена интегральная микросхема (чип), содержащая электронное средство биометрической идентификации с персональными данными владельца биометрического документа в соответствии с требованиями международной организации по гражданской авиации (ICAO).

## Паспорта, действовавшие на территории Республики Беларусь до 1 июля 2004 года
Паспорта, действовавшие на территории Республики Беларусь до 1 июля 2004 года:
1. Паспорт гражданина СССР образца 1974 года с изображением герба СССР (красная обложка). Ранее действовавший на территории Беларуси паспорт СССР утратил силу с 31 декабря 2001 года.
2. Паспорт гражданина Республики Беларусь образца 1993 года (с гербом «Погоня»). Выдавался в период с 1994 года по 1996 год жителям г. Минска и Минской области.

29 октября 2002 года Совет Министров РБ принял постановление № 1492 «Об ограничении срока действия паспорта гражданина СССР образца 1974 года и паспорта гражданина РБ образца 1993 года». На Министерство внутренних дел возложена обязанность до 1 июля 2004 года осуществить замену имеющихся у граждан РБ паспортов граждан СССР образца 1974 года и паспортов граждан РБ образца 1993 года на паспорта образца 1996 года.

## Иллюстрации
- 1918 год
- 1994—1996 годы (паспорт образца 1993 года, выдавался с 1994 по 1996 год жителям г. Минска и Минской области)
- 1994—1996 годы